# Josué Cajuste
Josué Cajuste, né le 16 mai 1984, est un athlète handisport haïtien. Ayant un handicap depuis sa naissance, il pratique différents handisports, dont le football et la natation handisport.
Il est, avec l’athlète féminine Nephtalie Jean Louis et Gaysli Léon, l'un des trois représentants d’Haïti aux Jeux paralympiques de Londres de 2012. Il participe à la finale du lancer de poids et termine 11e.
Josué Cajuste concourt dans la classe F42. Il est spécialisé dans le lancer de poids et le lancer de javelot.